# 百舌鳥梅町
百舌鳥梅町（もずうめまち）は、大阪府堺市北区の町名。現行行政地名は百舌鳥梅町一丁から百舌鳥梅町三丁。住居表示は未実施。

## 歴史
古代は和泉国大鳥郡土師郷の一部で、鎌倉時代には、万代（もず）荘という荘園が成立した。江戸時代は万代荘八カ村（赤畑村、高田村、西村、百済村、梅村、東村、金口村、夕雲開）の一つの村であった。
梅村は梅、尾羽根、新屋敷の3つの集落があり、梅は現在の百舌鳥梅町1丁、尾羽根は現在の百舌鳥梅町2丁に位置するが、西高野街道沿いの新屋敷は現在の百舌鳥梅北町5丁に位置する。なお、現在の百舌鳥梅町は旧赤畑村、旧金口村の各一部を含んでいる。
町内には百舌鳥梅町窯跡、定の山古墳や正念寺、法華寺、尾羽根天満宮等がある。1870年（明治7年）には梅村小学校が正念寺に開校した。これが基礎なり、1885年（明治18年）中百舌鳥尋常小学校、西百舌鳥尋常小学校が開校し、1910年（明治43年）に両校が合併され、赤畑村に泉北郡百舌鳥尋常小学校ができ、1938年（昭和13年）に現在の百舌鳥梅町に移転して、堺市立百舌鳥尋常小学校（現堺市立百舌鳥小学校）となった。

### 沿革
- 1889年（明治22年）4月 - 町村制施行により、大鳥郡梅村、東村、金口村、夕雲開が合併し、大鳥郡中百舌鳥村大字梅となる。中百舌鳥村役場が大字梅に置かれた。
- 1896年（明治29年）4月 - 郡の統廃合により、泉北郡が成立し、泉北郡中百舌鳥村大字梅となる。
- 1919年（大正8年）4月 - 泉北郡中百舌鳥村と西百舌鳥村が合併し、泉北郡百舌鳥村大字梅となる。百舌鳥村役場は大字赤畑に置かれた。
- 1938年（昭和13年）9月 - 百舌鳥村が堺市に編入合併され、堺市百舌鳥村梅となる。
- 1939年（昭和14年） - 堺市百舌鳥梅之町となる。
- 1964年（昭和39年） - 堺市百舌鳥梅町となる。同時に北部は堺市百舌鳥梅北町となる。

## 世帯数と人口
2020年（令和2年）3月31日現在（堺市発表）の世帯数と人口は以下の通りである。
| 丁目           | 世帯数    | 人口    |
| -------------- | --------- | ------- |
| 百舌鳥梅町一丁 | 1,059世帯 | 1,982人 |
| 百舌鳥梅町二丁 | 154世帯   | 315人   |
| 百舌鳥梅町三丁 | 2,297世帯 | 4,556人 |
| 計             | 3,510世帯 | 6,853人 |

### 人口の変遷
国勢調査による人口の推移。
| 1995年（平成7年）  | 7,553人 | [ 10 ] |  |
| 2000年（平成12年） | 7,402人 | [ 11 ] |  |
| 2005年（平成17年） | 7,236人 | [ 12 ] |  |
| 2010年（平成22年） | 7,135人 | [ 13 ] |  |
| 2015年（平成27年） | 6,896人 | [ 14 ] |  |

### 世帯数の変遷
国勢調査による世帯数の推移。
| 1995年（平成7年）  | 2,875世帯 | [ 10 ] |  |
| 2000年（平成12年） | 3,119世帯 | [ 11 ] |  |
| 2005年（平成17年） | 3,268世帯 | [ 12 ] |  |
| 2010年（平成22年） | 3,350世帯 | [ 13 ] |  |
| 2015年（平成27年） | 3,263世帯 | [ 14 ] |  |

## 学区
市立小・中学校に通う場合、学区は以下の通りとなる。
| 丁目           | 番   | 小学校               | 中学校               |
| -------------- | ---- | -------------------- | -------------------- |
| 百舌鳥梅町一丁 | 全域 | 堺市立百舌鳥小学校   | 堺市立陵南中学校     |
| 百舌鳥梅町二丁 | 全域 | 堺市立百舌鳥小学校   | 堺市立陵南中学校     |
| 百舌鳥梅町三丁 | 全域 | 堺市立中百舌鳥小学校 | 堺市立中百舌鳥中学校 |

## 事業所
2016年（平成28年）現在の経済センサス調査による事業所数と従業員数は以下の通りである。
| 丁目           | 事業所数  | 従業員数 |
| -------------- | --------- | -------- |
| 百舌鳥梅町一丁 | 91事業所  | 854人    |
| 百舌鳥梅町二丁 | 16事業所  | 116人    |
| 百舌鳥梅町三丁 | 214事業所 | 2,055人  |
| 計             | 321事業所 | 3,025人  |

## 町内の施設

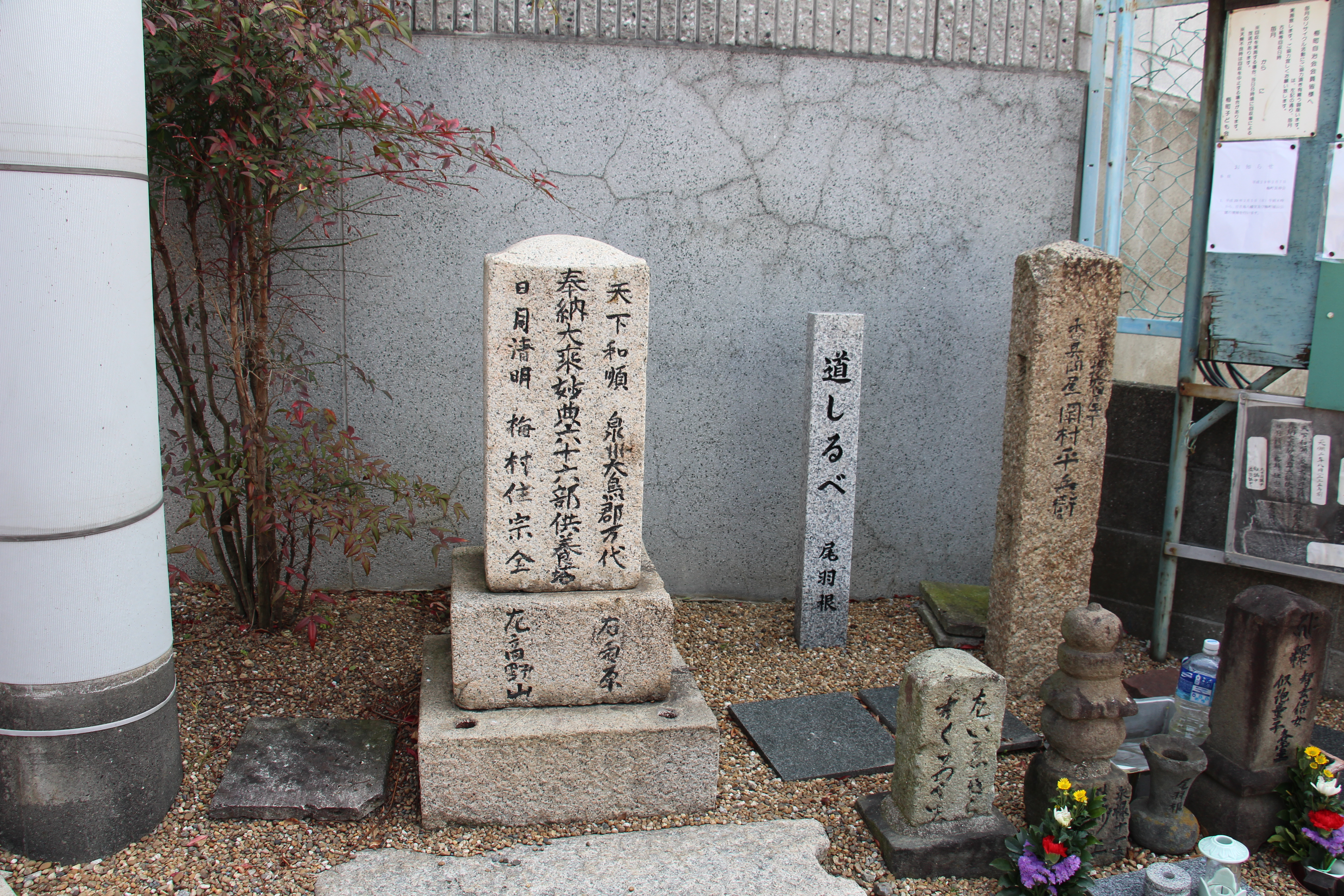
道しるべ

- 堺市立百舌鳥小学校
- 国道310号（中百舌鳥町との境界）
- 梅町公園（街区公園）
- 梅之橋
- 八幡橋（百舌鳥八幡宮の参道に架かる橋）
- 尾羽根道標

- 道しるべ

### 尾羽根天満宮
菅原道真をまつる。由来は、もともと尾羽根には梅松庵と呼ばれる真言宗の尼寺があり、その横に天神があったとされ、河内道明寺天満宮の分祀として祀られている。尾羽根天満宮には、菅原道真像が祀られている厨子があるが、これは、享保７年に布屋谷善右衛門斉泉氏が寄進されたもの。　　

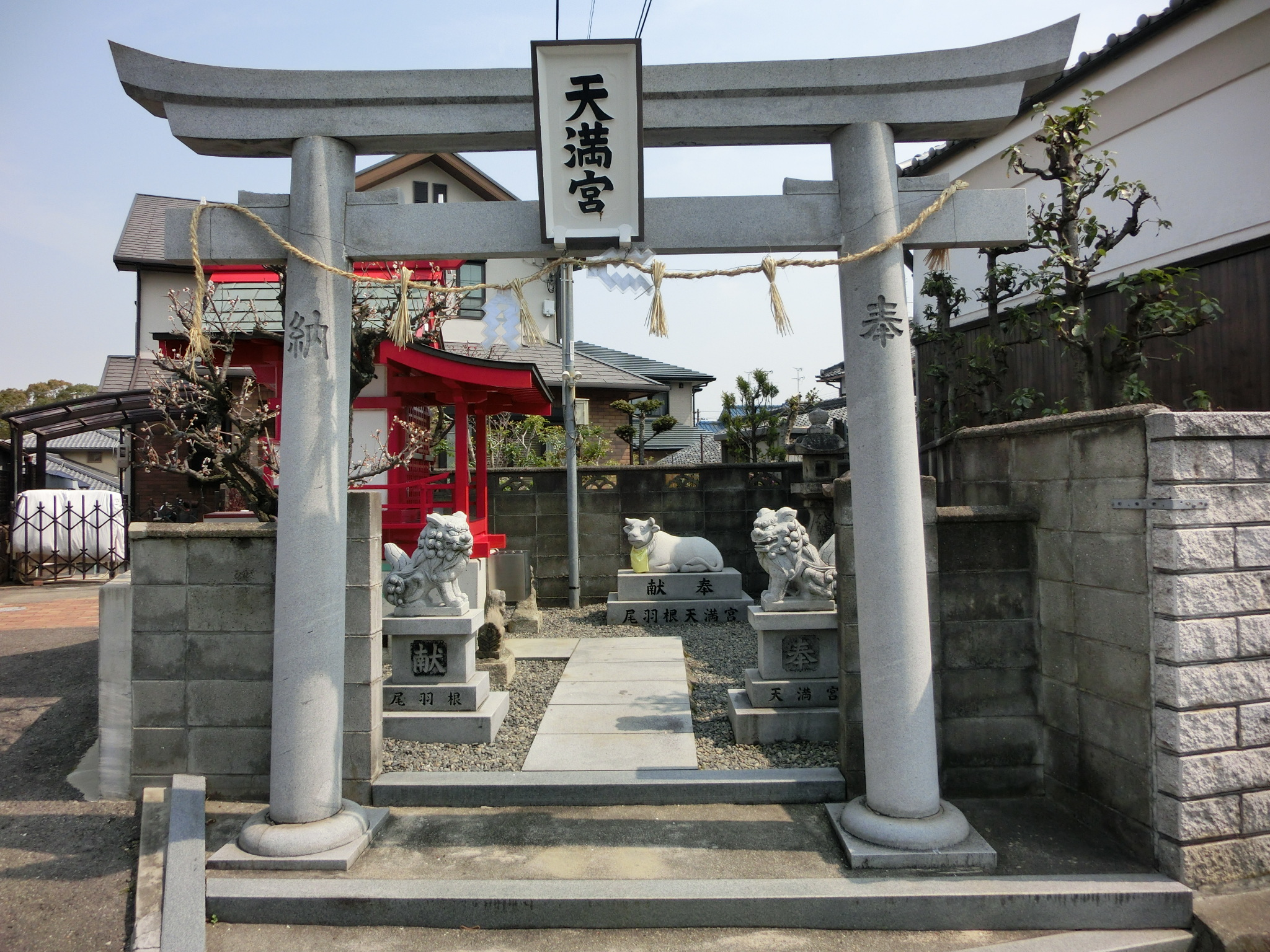
尾羽根天満宮

## 周辺
- 尾羽根橋（百舌鳥本町）
- 高林家住宅（百舌鳥赤畑町）
- 百舌鳥八幡宮（百舌鳥赤畑町）
- 土師ニサンザイ古墳

## その他

### 日本郵便
- 郵便番号 : 591-8032[3]（集配局：堺金岡郵便局[19]）。